# Alfried Krupp von Bohlen und Halbach

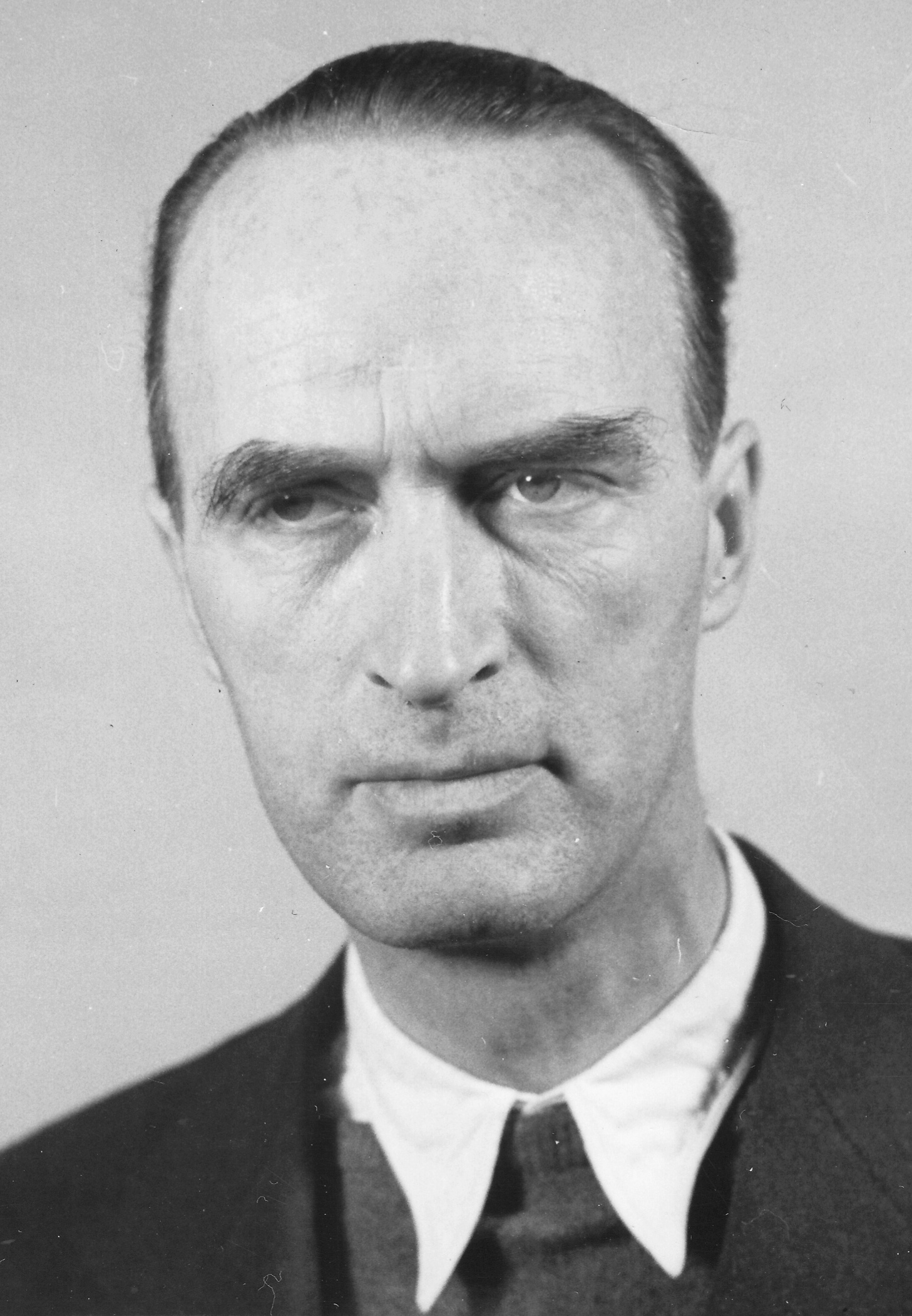
Alfried Krupp von Bohlen und Halbach (1949)

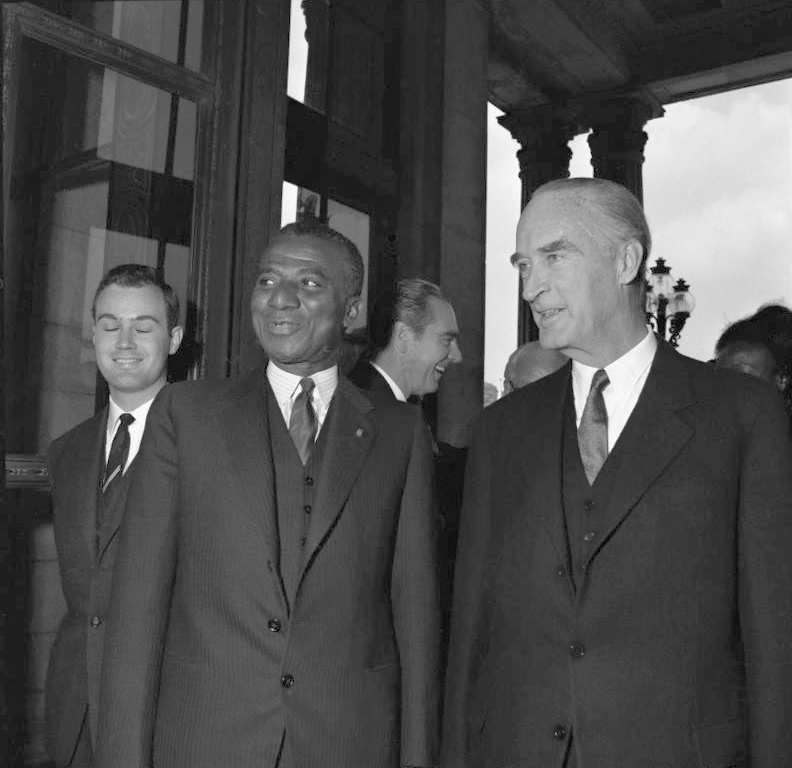
Alfried Krupp (rechts) mit seinem Sohn Arndt (links) und dem Präsidenten von Togo, Sylvanus Olympio, sowie Berthold Beitz (dahinter im Seitenprofil) am Eingang des Haupthauses der Villa Hügel (Mai 1961)

Alfried Felix Alwyn Krupp von Bohlen und Halbach (* 13. August 1907 in Essen; † 30. Juli 1967 ebenda) war ein deutscher Ingenieur und letzter persönlicher Alleininhaber der Firma Fried. Krupp. Als Ältester von acht Geschwistern stammte er mütterlicherseits aus der Familie Krupp, väterlicherseits aus der Familie von Bohlen und Halbach.

## Leben

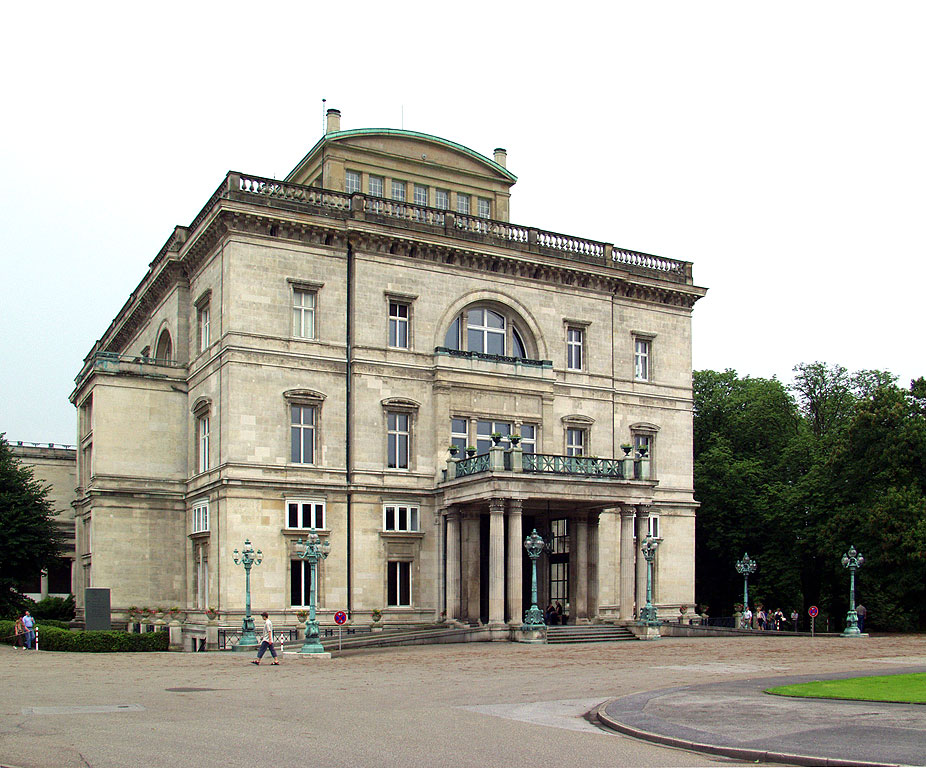
Die Villa Hügel war schon das Geburtshaus

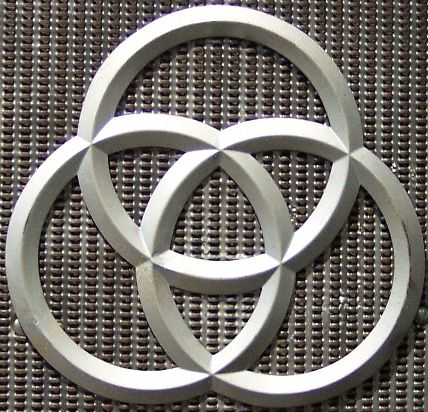
Drei Radreifen – Das Firmenemblem von Krupp

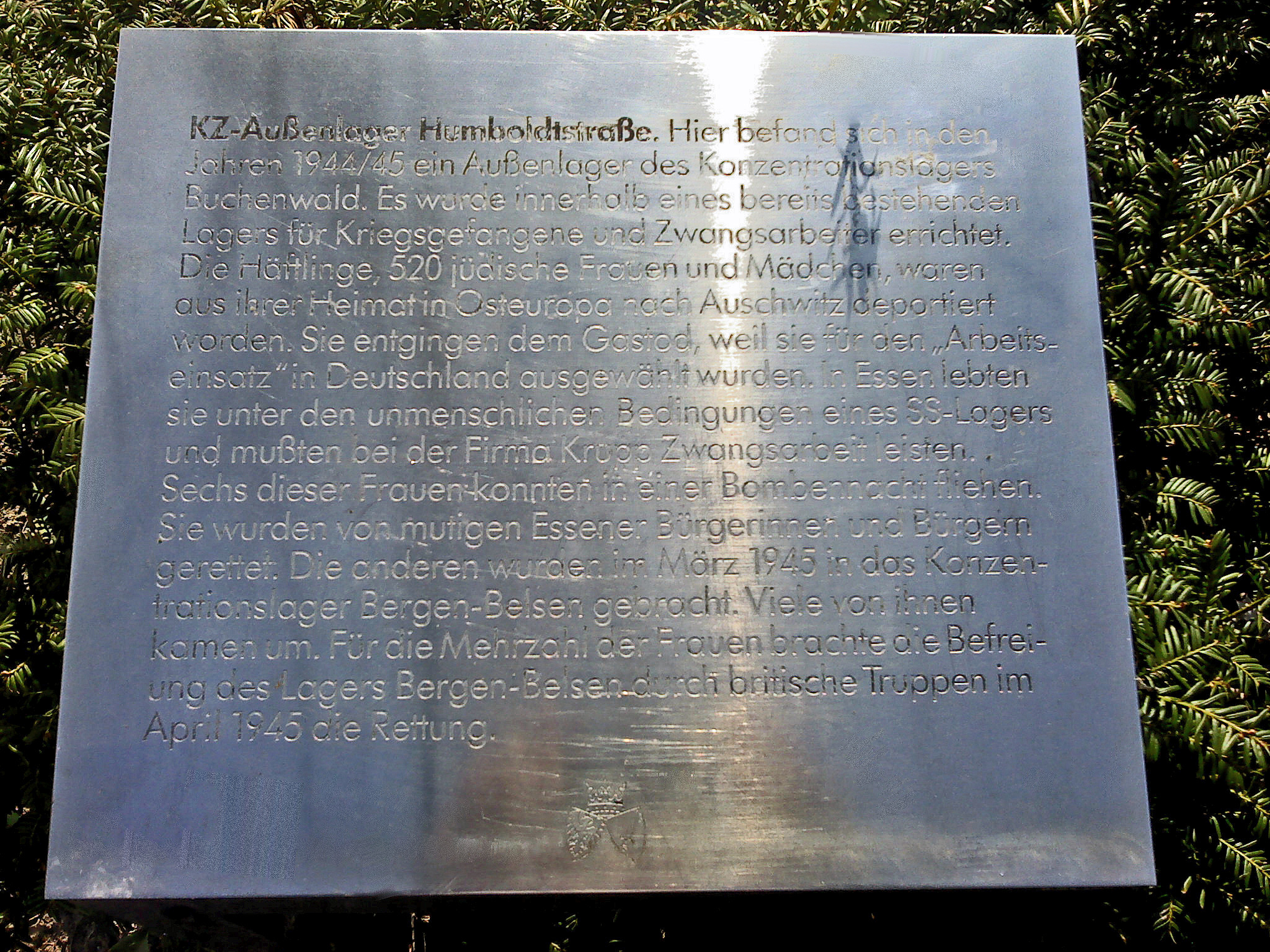
Gedenktafel, Essen, KZ-Außenlager Humboldtstraße

### Kindheit und Jugend
Alfried Krupp von Bohlen und Halbach wurde als ältester Sohn seiner Eltern Gustav und Bertha Krupp von Bohlen und Halbach auf dem Wohnsitz der Familie Krupp, der Villa Hügel, geboren, wo er zusammen mit seinen Geschwistern aufwuchs. Sein Taufpate war Kaiser Wilhelm II. Er besuchte das Realgymnasium in Essen-Bredeney, die heutige Goetheschule, studierte von 1928 bis 1934 Ingenieurwissenschaften in München, Berlin und Aachen und schloss sein Studium an der TH Aachen mit dem akademischen Grad des Diplomingenieurs ab. Danach absolvierte er eine Volontärszeit bei der Dresdner Bank in Berlin.

### Familie
Krupp von Bohlen und Halbach heiratete 1937 die Tochter eines Hamburger Kaufmanns, Annelise Lampert geb. Bahr (1909–1998). Mit ihr hatte er den Sohn Arndt von Bohlen und Halbach. Die Ehe wurde 1941 aufgrund von familiärem Druck geschieden. Alfried beugte sich dem Druck und willigte in die Scheidung ein. Dies sollte sich für die Beziehung Alfried Krupp von Bohlen und Halbachs zu seinem Sohn als nachteilig erweisen: Arndt wurde von seiner Mutter, die aus der Essener Villa Hügel vertrieben worden und enttäuscht war, auf Distanz zur Familie Krupp von Bohlen und Halbach gebracht. Später wurde Arndt von seinem Vater und anderen als wenig geeignet zur Leitung der Firma Krupp befunden. Dies wurde teils auch auf den Einfluss der von den Krupps enttäuschten Mutter zurückgeführt.
Im Jahr 1952 heiratete Krupp von Bohlen und Halbach in zweiter Ehe Vera Knauer geb. Hossenfeldt (geschiedene von Langen, Wisbar und Knauer, 1909–1967). Die Ehe wurde 1957 wieder geschieden.
Jahrelange Familientradition der Krupps war die Mitgliedschaft im norddeutschen Heimatbund Männer vom Morgenstern. Dem Vater Gustav war dieses Anliegen sehr wichtig, weil die Familie Bohlen aus dem Elbe-Weser-Dreieck stammte. Nach dem Tode des Vaters wurden Alfried und sein Bruder Berthold ebenfalls fördernde Mitglieder.
Alfried Krupp von Bohlen und Halbach war die letzte Person mit diesem Nachnamen. Der Namenszusatz „Krupp“ vor dem Nachnamen war laut Verfügung Wilhelms II. wie auch der Lex Krupp Adolf Hitlers nur von solchen Personen zu führen, die auch Inhaber der Firma Krupp waren. Mit dem Übergang des Unternehmens in eine Stiftung wurde diese gesetzliche Anordnung gegenstandslos.

### Einstieg ins Unternehmen
1935 trat Alfried Krupp von Bohlen und Halbach in das Familienunternehmen, die Fried. Krupp AG, ein. Er war zunächst in der Hauptverwaltung des Konzerns in Essen tätig. Zum 1. Oktober 1936 wurde er stellvertretender Direktor mit Prokura. Im Oktober desselben Jahres wurde er Assistent des Leiters der Abteilungen für Rüstungsproduktion und Artilleriekonstruktion. 1938 wurde er Leiter der Rohstoff- und der Rüstungsabteilung. Am 22. März 1941 wurde Alfried von Bohlen und Halbach Mitglied des Direktoriums (Vorstand) mit einem Jahresgehalt in Höhe von 60.000 Reichsmark.
Am 16. Mai 1940 kam Alfried von Bohlen und Halbach auf Einladung des Betriebsführers von Henkel in Düsseldorf mit Ruhrindustriellen aus Essen zusammen, um mit Beginn des Frankreichfeldzuges über die Zukunft beschlagnahmter Fabrikanlagen zu verhandeln.
Im März 1943 wurde Alfried von Bohlen und Halbach in Nachfolge seines Vaters Gustav Vorsitzender des Direktoriums der Fried. Krupp AG. Zu diesem Zeitpunkt verfügte seine Mutter Bertha über nahezu alle Aktien der Fried. Krupp AG. 1943 wurde die Fried. Krupp AG von einer Aktiengesellschaft in ein Familienunternehmen umgewandelt, dessen Alleininhaber ein Familienmitglied werden sollte. Analog zum kaiserlichen Dekret (Namensvermehrungsbrief) wurde dem Inhaber durch den sogenannten Führererlass Lex Krupp den Namen Krupp seinem jeweiligen Familiennamen vorgestellt. Zweck der Lex Krupp war außerdem, dem Unternehmen die Zahlung der Erbschaftssteuer zu ersparen. Von Bohlen und Halbach durfte also erst durch die Ermächtigung Adolf Hitlers den Namen „Krupp“ seinem Geburtsnamen voranstellen. Die Korrektur seiner Geburtsurkunde beim Standesamt Essen-Bredeney erfolgte am 17. Juni 1944.
Am 15. Dezember 1943 wurde Alfried Krupp von Bohlen und Halbach alleiniger Inhaber der Firma Krupp. Zu diesem Zeitpunkt war die Firma ein bedeutendes Industrieunternehmen und einer der wichtigen Rüstungslieferanten des nationalsozialistischen Deutschen Reichs.

### Beziehungen zum Nationalsozialismus

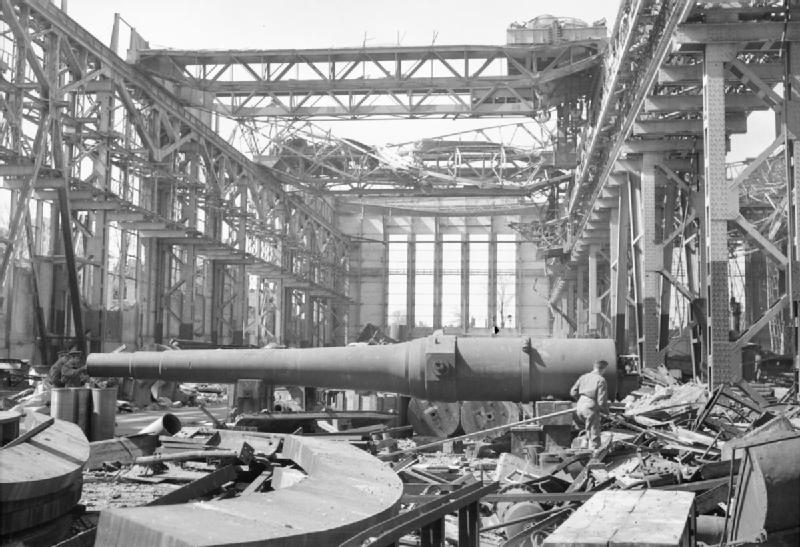
Zerstörtes Fabrikgebäude für Rüstungsproduktion der Firma Krupp in Essen

Krupp von Bohlen und Halbach war bereits seit 1931 förderndes Mitglied der SS. Er war Mitglied des Nationalsozialistischen Fliegerkorps, in dem er zuletzt den Rang eines Standartenführers innehatte. 1937 wurde er – ebenso wie sein Vater – zum Wehrwirtschaftsführer ernannt. Zudem war er Stellvertreter seines Vaters in dessen Funktion als Kuratoriumsvorsitzender der Adolf-Hitler-Spende der deutschen Wirtschaft.
Zum 1. Dezember 1938 wurde Alfried Krupp in die NSDAP aufgenommen (Mitgliedsnummer 6.989.627). Der Aufnahmeantrag wurde am 11. November 1938 gestellt, ging aber nicht, wie sonst üblich, an den Reichsschatzmeister der Partei, sondern am 13. November mit einem Schreiben von Martin Bormann, Stabsleiter von Rudolf Heß, zunächst an den Essener Gauleiter Josef Terboven. Einen Fragebogen der Partei füllte Krupp unter dem Datum des 27. November 1938 aus. Außerdem war er Mitglied des Rüstungsrats beim Reichsminister für Rüstung und Kriegsproduktion. Nach Kriegsbeginn war er für die Demontage von Betrieben in den von der Wehrmacht besetzten Gebieten und deren Aufbau im Deutschen Reich verantwortlich. Krupp von Bohlen und Halbach wurde mit dem Kriegsverdienstkreuz II. und I. Klasse ausgezeichnet.
Im Jahr 2022 initiierte die Alfried Krupp von Bohlen und Halbach-Stiftung ein unabhängiges Forschungsprojekt, um mehr über die Haltung von Alfried Krupp von Bohlen und Halbach zum Nationalsozialismus zu erfahren. Die Ergebnisse der von Eckart Conze geleiteten Quellenrecherche wurden im Juli 2023 vorgestellt. Warum Krupp bereits 1931 Fördermitglied der SS wurde, konnte dabei noch nicht abschließend geklärt werden. In die NSDAP sei Krupp nicht aus eigener Initiative, sondern auf direkte Anordnung Hitlers eingetreten, nachdem er am 1. Oktober 1938 Vollmitglied des Krupp-Direktoriums geworden war. In welcher Form und mit welcher Begründung Krupp zum Parteieintritt aufgefordert wurde, sei aber unklar. Klar sei, dass Krupp sich dem NS-Regime anpasste. Seine öffentlichen Wortmeldungen zeigten Krupp „als Teil einer Wirtschaftselite, die bereit war, deutsche Kriegserfolge und Besatzungsherrschaft zum eigenen Vorteil auszunutzen.“ Auf führende Akteure des NS-Regimes machte Krupp dabei einen sehr positiven Eindruck.
Das Rechercheprojekt hat Quellen zutage gefördert, die nun im Rahmen weiterer Forschung ausgewertet werden. Die Ergebnisse sollen in einem multiperspektivischen Sammelband von 8 bis 10 Autoren veröffentlicht werden. Eine Expertenkommission von Historikern hat dies empfohlen.

### Einsatz von Zwangsarbeitern während des Zweiten Weltkriegs
Während des Zweiten Weltkrieges beschäftigte die Firma Fried. Krupp, wie auch alle anderen großen deutschen Unternehmen, Zwangsarbeiter. Aufgrund der stetigen Fluktuation ist eine Gesamtzahl nicht zu ermitteln, der höchste Personalstand an Kriegsgefangenen und ausländischen Zivil- bzw. Zwangsarbeitern zu einem Stichtag lag am 1. Januar 1943 bei ungefähr 25.000. Mittlerweile geht man von mindestens 100.000 Zwangsarbeitern aus.
Ab Mitte 1942 plante das Unternehmen ohne staatlichen Druck die Produktionsstandorte „Berthawerk“ in Markstädt (Niederschlesien) und insbesondere Auschwitz, weil dort KZ-Zwangsarbeiter verfügbar waren. Nachdem im März 1943 die Zünderwerkstatt in Essen ausgebombt worden war, wurde bei einer Besprechung in Anwesenheit von Alfried Krupp Auschwitz als Ausweichproduktionsort festgelegt. Nach dem Krieg sagte Krupp aus, die Initiative für den Standort Auschwitz sei damals vom Oberkommando des Heeres ausgegangen. Tatsächlich kam der Vorschlag aber von den Vertretern der Firma. Im September 1943 versuchte Alfried Krupp noch, den Standort Auschwitz für die Firma zu halten. Dort arbeiteten zu diesem Zeitpunkt 270 Häftlinge für das Unternehmen. Über den Einsatz der KZ-Zwangsarbeiter im Berthawerk, deren Anzahl und desolaten Gesundheitszustand, war Krupp bestens informiert. Das Unternehmen versuchte aktiv, die Zahl der Zwangsarbeiter dort zu erhöhen.
Im Frühsommer 1944 forderte die Firma Fried. Krupp, nachdem keine Kriegsgefangenen und ausländischen Zwangsarbeiter mehr zur Verfügung standen, die Zuteilung von 2.000 männlichen KZ-Häftlingen zur Arbeit an. Dem wurde im Juni entsprochen, aber stattdessen wurden der Firma jüdische Frauen zugesagt, die man zuvor, meist aus Ungarn, in das KZ Auschwitz-Birkenau deportiert hatte. Von einer Krupp-Delegation aus Personalverwaltung und Betriebsführung wurden daraufhin 500 rund Zwanzigjährige ausgewählt. Zusätzlich wählte man noch 20 sogenannte Funktionshäftlinge aus. Diese Frauen wurden im August in das KZ-Außenlager Humboldtstraße des KZ Buchenwald in Essen-Fulerum verbracht (offiziell: SS-Arbeitskommando Fried. Krupp, Essen). Die Arbeitskräfte wurden in verschiedenen Krupp-Betrieben eingesetzt. Die Zünderfabrik bei Auschwitz war zwar von der Firma Krupp geplant und auch schon zwei Millionen Reichsmark für den Bau bewilligt, aber ab 1943 produzierte die Firma Weichsel-Metall-Union Sils und Co. dort. Die Zünderproduktion wurde stattdessen in Wüstegiersdorf im damaligen Schlesien mit 250 Häftlingsfrauen des KZ-Auschwitz, nach Auslagerung aus Essen, verwirklicht. Im Dezember 1944 beschäftigte die Firma Krupp hier 224 Kriegsgefangene, 1.029 ausländische Zwangsarbeiter, zudem 200 ungarische und kroatische weibliche KZ-Häftlinge.

### Beziehungen in Wirtschaftsvereinigungen
Krupp von Bohlen und Halbach war 1941 Mitbegründer und anschließend Präsidiumsmitglied der Reichsvereinigung Kohle und ab 1942 stellvertretender Vorsitzender der Reichsvereinigung Eisen. Außerdem war er Beiratsmitglied der Ausfuhrgemeinschaft für Kriegsgerät sowie Mitglied des Verwaltungsrats der Berg- und Hüttenwerksgesellschaft Ost mbH (BHO).

### Inhaftierung und Nürnberger Kriegsverbrecherprozess

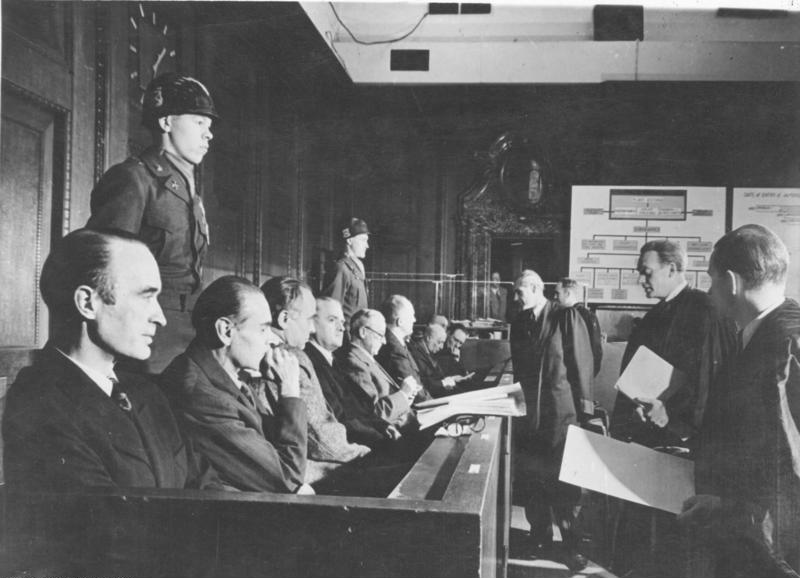
Alfried Krupp während des Nürnberger Kriegsverbrecherprozesses

Am 11. April 1945 wurde Alfried Krupp von Bohlen und Halbach von amerikanischen Truppen in der Villa Hügel unter Arrest gestellt, später ins Internierungslager Staumühle verlegt und dort bis zum Prozessbeginn verhört. Sein gesamtes Vermögen wurde beschlagnahmt. Nachdem die Alliierten zunächst beabsichtigt hatten, seinen Vater Gustav im Rahmen des ersten Nürnberger Prozesses gegen die Hauptkriegsverbrecher anzuklagen, der jedoch wegen Krankheit und Schwäche für prozessunfähig erklärt worden war, klagten die Amerikaner Alfried Krupp von Bohlen und Halbach zusammen mit elf leitenden Mitarbeitern der Firma Krupp 1947 in einem gesonderten Verfahren (Fall X: Krupp-Prozess) an.
1948 wurde er wegen Sklavenarbeit (Einsatz von Zwangsarbeitern) und Plünderung von Wirtschaftsgütern im besetzten Ausland zu zwölf Jahren Haft und Einziehung seines gesamten Vermögens verurteilt. In der Anklageschrift wurde ihm auch die Planung eines Angriffskrieges und die damit verbundene Verschwörung vorgeworfen. Von dieser Schuld wurde er jedoch freigesprochen, da in der Zeit vor dem Zweiten Weltkrieg sein Vater und nicht er die Geschicke der Firma leitete. In einem Interview mit der Londoner Zeitung Daily Mail 1959 antwortete er auf die Frage, ob er „irgendein Gefühl der Schuld“ habe: „Was für eine Schuld? Für das, was sich unter Hitler ereignet hat? Nein. Es ist jedoch bedauerlich, dass das deutsche Volk selbst zuließ, von Hitler so betrogen zu werden.“

### Amnestie und Mehlemer Vertrag
Auf der Grundlage eines Gutachtens unabhängiger amerikanischer Sachverständiger wurde Krupp von Bohlen und Halbach durch Entscheidung des amerikanischen Hohen Kommissars für Deutschland John Jay McCloy am 31. Januar 1951 begnadigt und vorzeitig aus dem Kriegsverbrechergefängnis Landsberg entlassen.
1953 kam es zum Abschluss des sogenannten Mehlemer Vertrages zwischen Krupp von Bohlen und Halbach und den Regierungen der USA, Großbritanniens und Frankreichs. Durch diesen Vertrag wurde ihm sein gesamtes Vermögen unter bestimmten Bedingungen zurückerstattet. Eine der wesentlichen Bedingungen war die Bestimmung, dass die Berg- und Hüttenbetriebe vom Krupp-Konzern abgetrennt und bis zum Jahr 1959 verkauft würden.

### Erneute unternehmerische Tätigkeit
Im März 1953 übernahm Krupp von Bohlen und Halbach wieder die Leitung des Unternehmens. Ende des gleichen Jahres holte er Berthold Beitz als Generalbevollmächtigten in den Konzern. Er stellte das Unternehmen vollständig auf zivile Produktion, hauptsächlich auf Anlagenbau, um. Das Unternehmen Fried. Krupp erreichte schnell wieder seine Stellung als führender Stahlproduzent. Tatsächlich wurden nämlich die Berg- und Hüttenbetriebe in der Folgezeit zwar – wie im Mehlemer Vertrag vorgesehen – abgetrennt, jedoch letztlich nicht verkauft. Vielmehr wurden sie 1960 zusammengefasst und mit dem Bochumer Verein für Gussstahlfabrikation AG fusioniert.

### Hilfe für Kriegsverbrecher und Nationalsozialisten
Sowohl während als auch nach der Zeit des Nationalsozialismus verkehrte Alfried Krupp im privaten wie geschäftlichen Umfeld freundschaftlich mit zahlreichen exponierten Nationalsozialisten. Dazu gehören namentlich Fritz Schleßmann und Wilhelm Tengelmann. Krupp unterstützte etwa Schleßmann nach dem Krieg finanziell und mit eidesstattlichen Erklärungen. Außerdem unterstützte er finanziell oder durch Vermittlung von Arbeitsstellen Personen mit nationalsozialistischem Hintergrund, die er zum Teil während seiner Haft in Landsberg kennengelernt hatte. Dazu gehören der Lagerarzt des KZ Dachau, Wilhelm Witteler, und Waldemar von Radetzky, mit dem er besonders engen Kontakt pflegte. Angehörige der Unternehmensführung, federführend Friedrich Janssen, organisierten darüber hinaus eine größere Hilfsaktion für die in Landsberg inhaftierten NS- und Kriegsverbrecher, an der sich auch Krupp als Spender beteiligte, vergleichbar mit der „Stillen Hilfe“. Die Bearbeiter des Forschungsprojekts zu Krupps Verhältnis zum Nationalsozialismus, Eckart Conze und Jens Brüggemann, erkennen bei Krupp eine weitreichende Bereitschaft, Fragen deutscher Schuld auch für die eigene Person auszublenden.

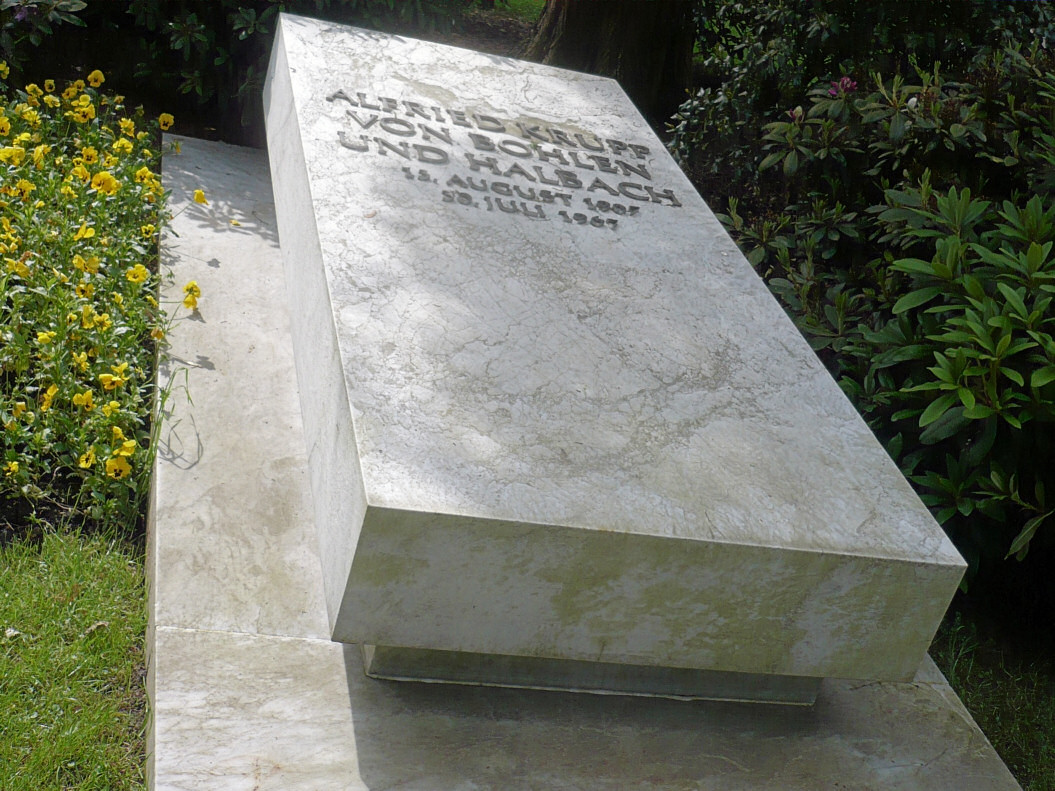
Grabplatte auf dem Friedhof Bredeney

### Gründung der Stiftung und Tod
Krupp von Bohlen und Halbach starb kurz vor seinem sechzigsten Geburtstag an den Folgen von Lungenkrebs. An seinem Sarg zogen 18.000 Menschen vorbei; bei der Trauerfeier sprach der damalige Bundespräsident Heinrich Lübke, Bundestagspräsident Eugen Gerstenmaier und Ministerpräsident Heinz Kühn. Kurz vor seinem Tod verfügte er die Gründung einer Alfried Krupp von Bohlen und Halbach-Stiftung, die „Ausdruck der dem Gemeinwohl verpflichteten Tradition des Hauses Krupp“ sein sollte. Mit seinem Tod ging sein gesamtes Vermögen auf die Stiftung über. Dies wurde durch den Erbverzicht seines Sohns Arndt von Bohlen und Halbach möglich.
Die Stiftung nahm ihre Tätigkeit am 1. Januar 1968 auf, verwendet die ihr aus ihrer Unternehmensbeteiligung zufließenden Erträge ausschließlich und unmittelbar für gemeinnützige Zwecke und ist heute größte Einzelaktionärin der ThyssenKrupp AG.

## Persönliches

### Schallplattensammlung
Krupp von Bohlen und Halbachs Schallplattensammlung ging nach seinem Tod an die Essener Folkwang-Hochschule. Schon vor seinem Tod (1966) hatte er der Ruhr-Universität Bochum einen Teil der Bibliothek der Villa Hügel geschenkt.

### Segelsport
Krupp von Bohlen und Halbach war ein begeisterter Segler. Bei den Segelwettbewerben der Olympischen Sommerspiele 1936 vor Kiel gewann er mit der Crew seiner 8mR-Rennyacht Germania III für Deutschland die Bronzemedaille. Später ließ er die Yachten Germania V (1956), die er dem Deutschen Hochseesportverband HANSA schenkte, und Germania VI (1963) bauen, mit denen er auch aktiv segelte.

## Ehrungen

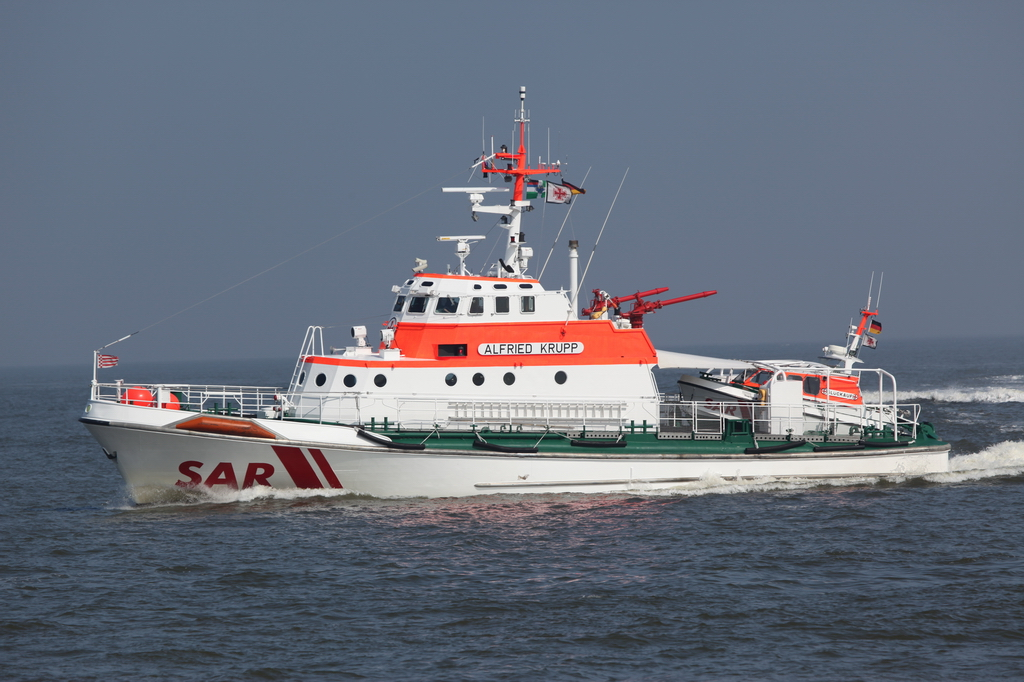
Die Alfried Krupp

1961 erhielt Krupp von Bohlen und Halbach den Ehrenring der Stadt Essen, nachdem sich die Stadt Essen 15 Jahre zuvor von seinen Eltern Gustav und Bertha Krupp distanziert hatte und diesen die Ehrenbürgerrechte aberkannt hatte. Nun, zum 150-jährigen Bestehen der Firma Krupp wurde Alfried ausgezeichnet. Die Jubiläumsrede hielt der ehemalige Bundespräsident Theodor Heuss. Zur Wahrnehmung Krupps in der Nachkriegszeit sagte er: „Ich will das ganz drastisch ausdrücken: die Vorstellung, als ob die Prokura und das Konstruktionsbüro bei (den Rüstungsfirmen) Schneider-Creusot, bei Škoda […] und so fort himmlischen Engeln anvertraut sei, während die entsprechenden Baulichkeiten bei Krupp eine Dependance der teuflischen Hölle seien. Herstellung von Waffen ist durch die Jahrtausende der Menschheitsgeschichte […] ein ganz einfacher historischer Tatbestand, den man gewiss bedauern mag. Aber man schafft ihn damit nicht aus der Welt.“
1969 diente Krupp von Bohlen und Halbach als Vorlage für den Charakter des Friedrich Bruckmann in Luchino Viscontis Kinofilm Die Verdammten (The Damned). Gespielt wird der Charakter von Dirk Bogarde. Das Drehbuch wurde 1970 für den Oscar nominiert.
Das Alfried-Krupp-Wissenschaftskolleg Greifswald, das Alfried Krupp Krankenhaus in Essen, der Seenotrettungskreuzer Alfried Krupp, ein Lehrstuhl für Unternehmens- und Kapitalmarktrecht der Bucerius Law School sowie das Alfried Krupp College auf dem Campus der Jacobs University Bremen sind nach ihm benannt.